# Aquayamycin
Aquayamycin gehört zur Gruppe der Angucycline und wird aus Streptomyces isoliert. Es ist ein Hydrolyseprodukt von Vineomycin A1.